# Падуя
Па́дуя (італ. Padova, вен. Pàdova) — місто й муніципалітет в Італії, у регіоні Венето, столиця провінції Падуя. Населення — 211 210 осіб (2014). Щорічний фестиваль відбувається 13 червня. Покровитель — святий Просдоцій.

## Географія
Падуя розташована на відстані близько 400 км на північ від Рима, 36 км на захід від Венеції.

### Клімат
Місто знаходиться у зоні, котра характеризується вологим субтропічним кліматом. Найтепліший місяць — липень із середньою температурою 22.9 °C (73.3 °F). Найхолодніший місяць — січень, із середньою температурою 2.2 °С (35.9 °F).
| Клімат Падуї            | Клімат Падуї | Клімат Падуї | Клімат Падуї | Клімат Падуї | Клімат Падуї | Клімат Падуї | Клімат Падуї | Клімат Падуї | Клімат Падуї | Клімат Падуї | Клімат Падуї | Клімат Падуї | Клімат Падуї |
| Показник                | Січ.         | Лют.         | Бер.         | Квіт.        | Трав.        | Черв.        | Лип.         | Серп.        | Вер.         | Жовт.        | Лист.        | Груд.        | Рік          |
| Середній максимум, °C   | 5,7          | 8,8          | 13,1         | 17,5         | 22,4         | 26           | 28,4         | 27,9         | 24,5         | 18,8         | 11,5         | 6,5          | 17,6         |
| Середня температура, °C | 2,1          | 4,7          | 8,3          | 12,4         | 17           | 20,6         | 22,9         | 22,4         | 19,1         | 13,8         | 7,6          | 3            | 12,8         |
| Середній мінімум, °C    | −1,4         | 0,5          | 3,5          | 7,4          | 11,6         | 15,3         | 17,5         | 16,9         | 13,8         | 8,8          | 3,7          | −0,4         | 8,1          |
| Норма опадів, мм        | 70.4         | 56.9         | 67           | 68.1         | 78.6         | 88           | 64.2         | 79.8         | 58.2         | 65.5         | 86.7         | 62.4         | 845.8        |
| Днів з опадами          | 6,8          | 6            | 7,1          | 7,9          | 9            | 8,8          | 6,2          | 6,4          | 5,5          | 6,1          | 7,5          | 6,1          | 83,4         |
| Вологість повітря, %    | 80           | 73           | 69           | 70           | 69           | 70           | 68           | 69           | 71           | 74           | 77           | 81           | 72.6         |
| ----------------------- | ------------ | ------------ | ------------ | ------------ | ------------ | ------------ | ------------ | ------------ | ------------ | ------------ | ------------ | ------------ | ------------ |
| Джерело: Weatherbase    |              |              |              |              |              |              |              |              |              |              |              |              |              |

## Історія

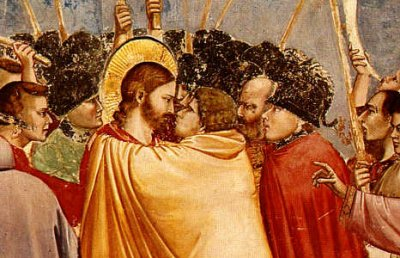
Худ. Джотто. Христос та Іуда, фрагмент.

Перші поселення тут з'явились в 11-10 ст. до н. е. В добу Стародавнього Риму Падуя мала назву Патавіум (Patavium), тут мешкали племена венетів. Традиція пов'язувала заснування Падуї з Антенором, принцом, який нібито врятувався після здобуття і руйнації міста Троя греками і ведеться від «Енеїди» Вергілія. Довіра була такою великою, що в 13 столітті (1274 року) знайдені залишки кістяка зі зброєю та золотими монетами пов'язали з принцом з легенди і перепоховали в едикулі (гробниці Антенора).
Після зникнення Західної Римської імперії Падуя була підкорена готами та поруйнована. Полководець та впливова особа при імператорі Юстиніані I, вірмен за походженням, Нарсес відбудував місто. (Нарсес (478–573) разом з Велізарієм був одним зі значущих полководців раннього середньовіччя доби Візантійської імперії). Пізніше Падую довго здобували лангобарди і підкорили та поруйнували місто 610 року. В добу франків відбудовану Падую роблять головним містом графства. В 12 столітті Падуя отримала муніципальне самоврядування.
1222 року в місті заснували Падуйський університет, один з найстаріших в області Венето та в Італії.

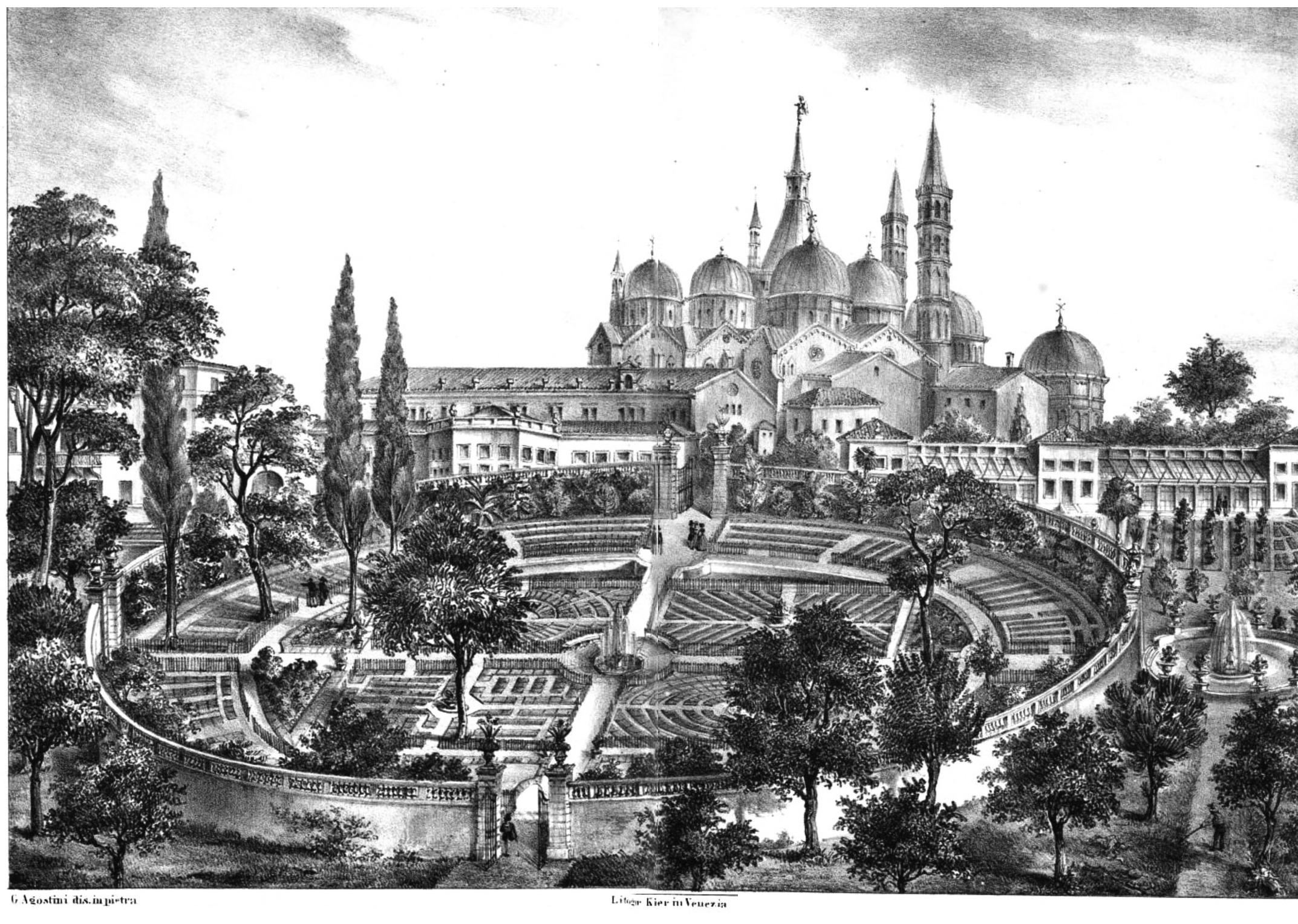
Падуйський ботанічний сад (Орто деі Сімплічі).

В 14 столітті за замовленням родини Скровеньї тут працював реформатор італійського живопису Джотто. Фрески пензля Джотто збережені і увійшли в скарбницю мистецтва Західної Європи і світу, один з визначних туристичних центрів Падуї.
На зламі 14-15 століть Падую загарбали війська Венеції, які полонили останнього представника династії тиранів Каррара (Франческо II та його дітей) і з 1405 року приєднали до континентальних володінь могутньої Венеційської торговельної імперії. 1509 року в дні так званої війни Камбрейської ліги Падуя була атакована, погоріла, але не була поруйнована. В 16 столітті фортечні мури міста були перебудовані і зміцнені. Але місто остаточно втрачало політичне значення і ставало відомим університетським центром Венеції та Західної Європи.
Неподалік від базиліки Святого Антонія Падуанського розташований один з старіших у світі, постійно діючий Ботанічний сад Падуї, заснований 1545 року за наказом Венеційського сенату з метою вивчення і вирощування «лікарських рослин» для медичного факультету Падуанського університету. 1997 року Ботанічний сад Падуї як «прототип всіх ботанічних садів» Західної Європи потрапив в перелік пам'яток Всесвітнього культурного спадку ЮНЕСКО.

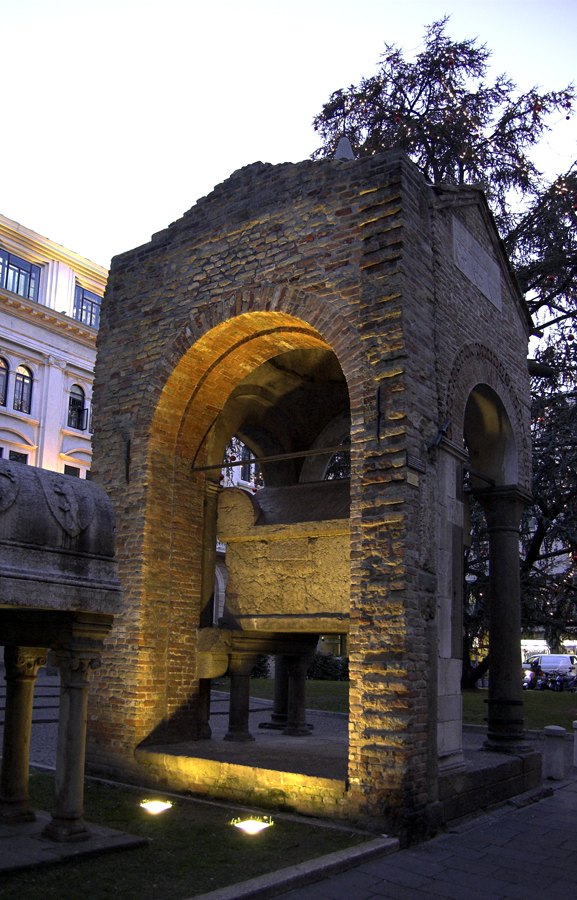
Гробниця Антенора
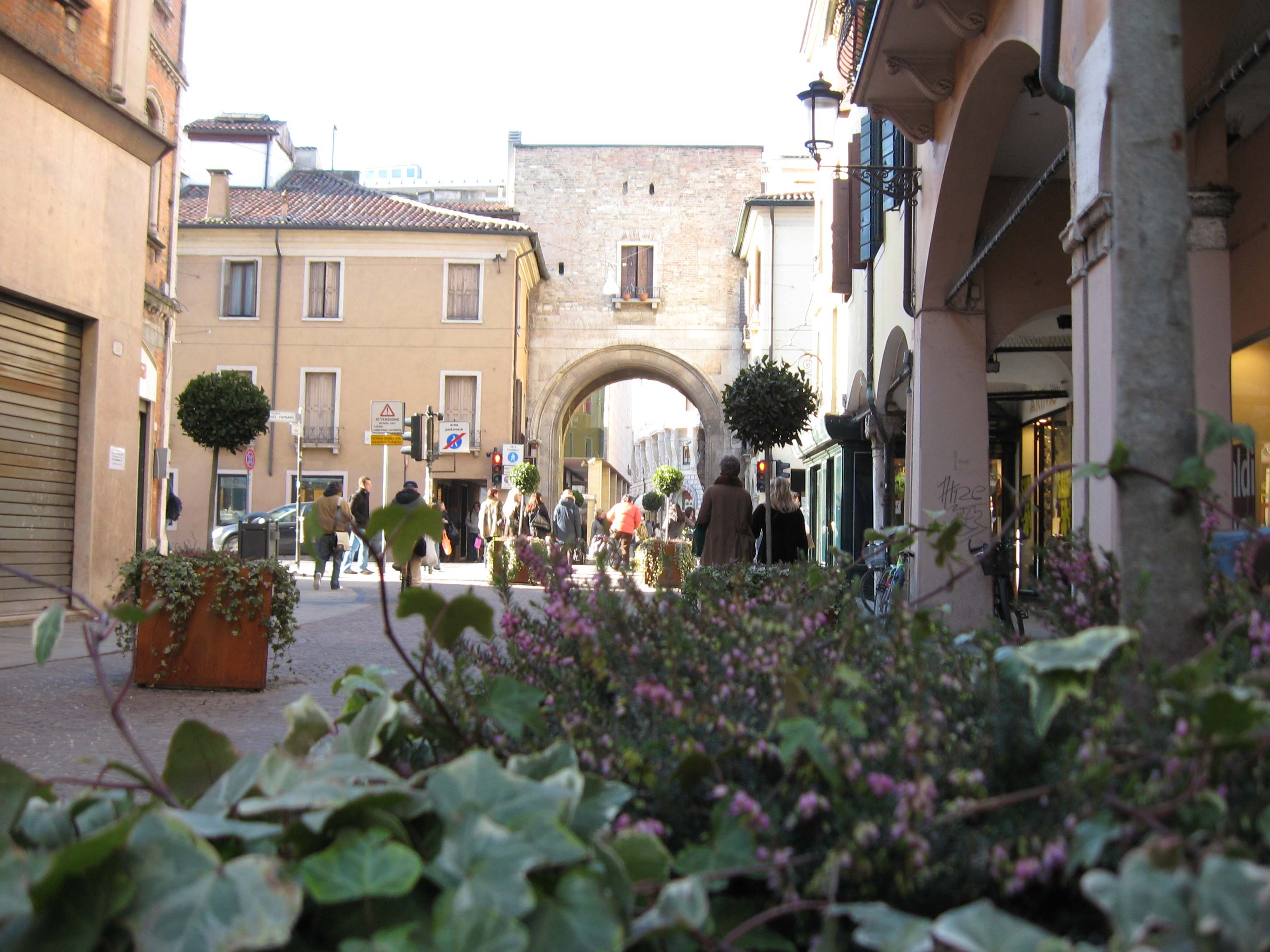
Міська брама Альтінате
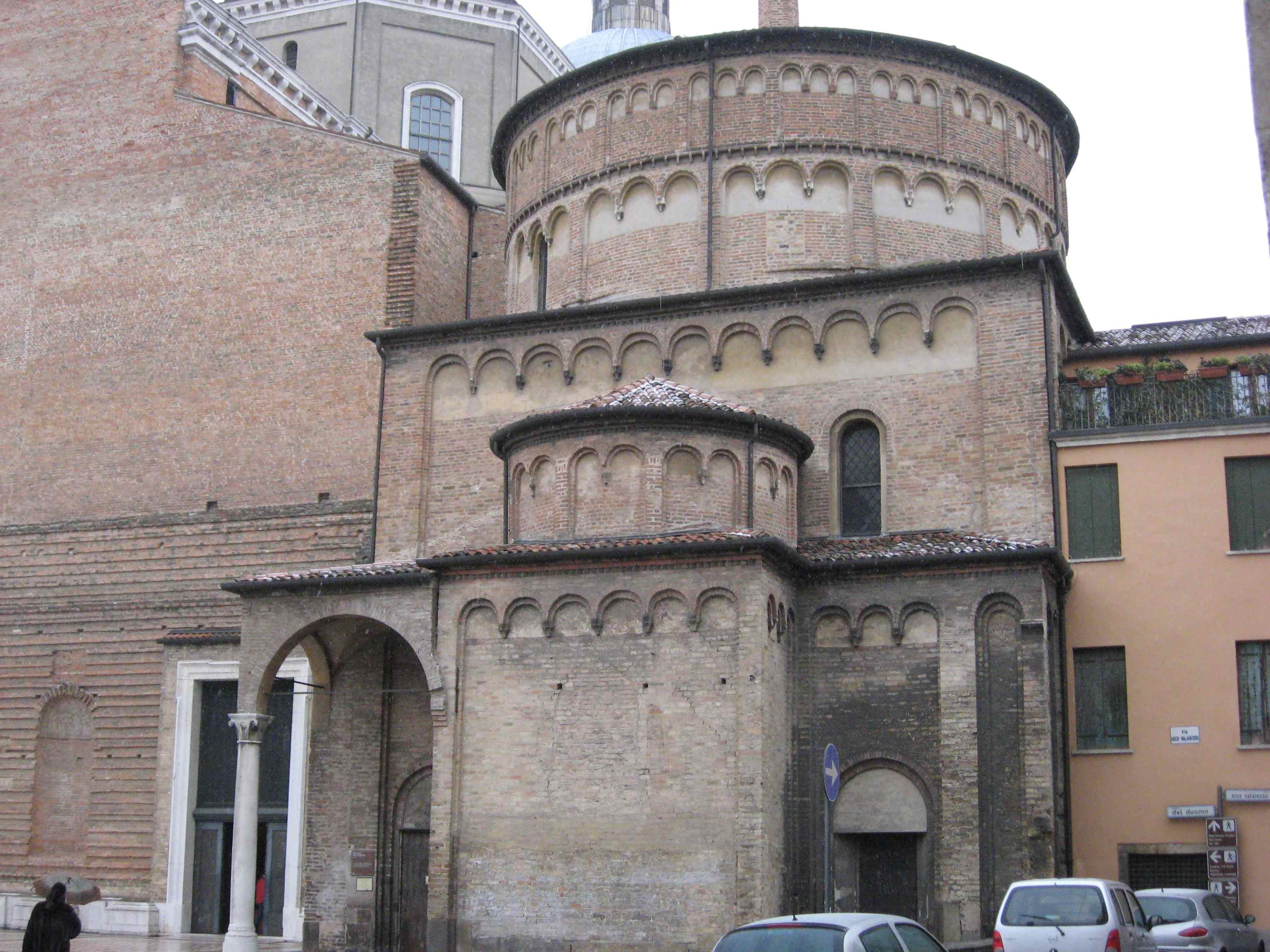
Цегляний баптистерій
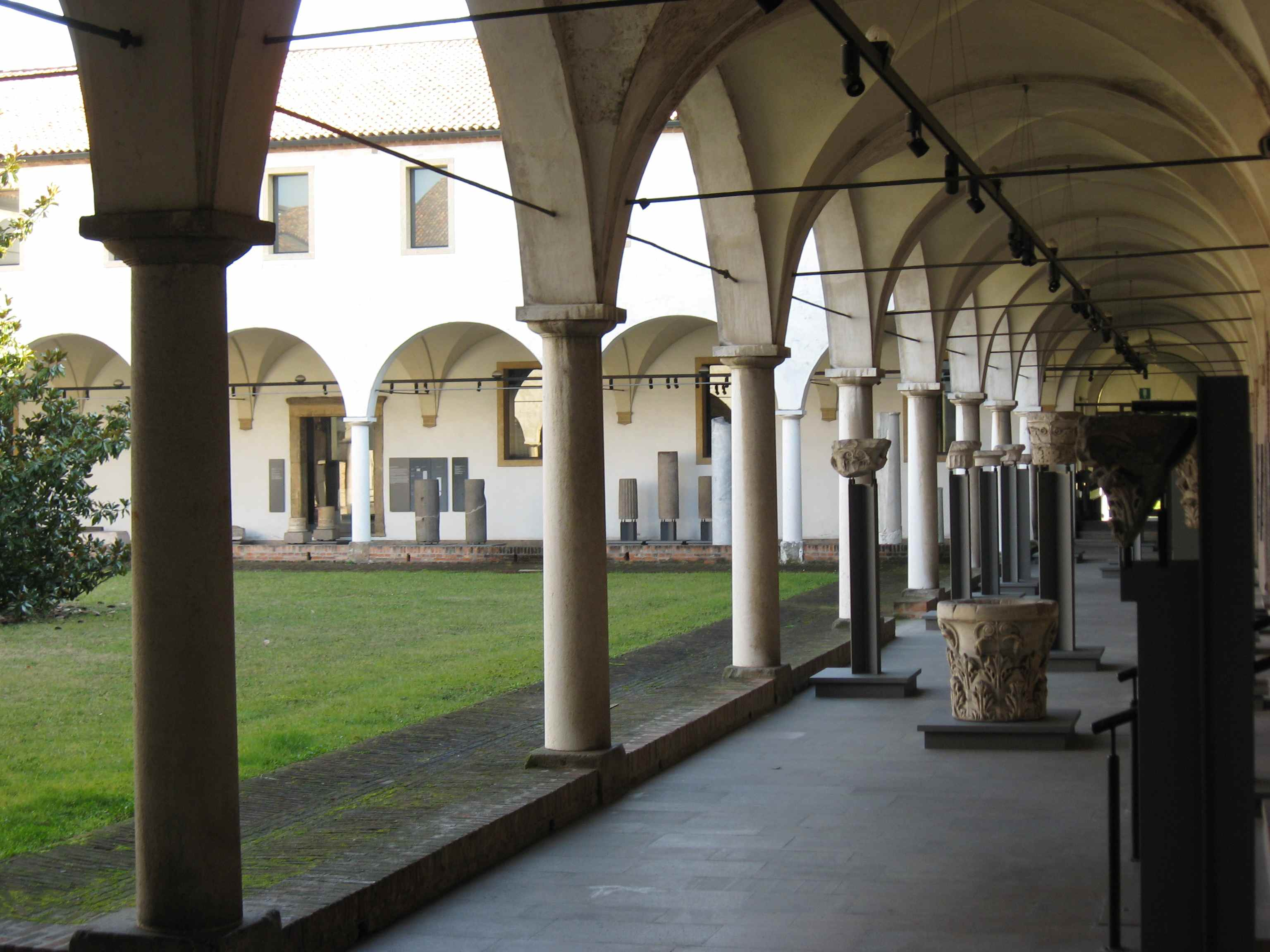
Внутрішній дворик музею Цивіко

На зламі 18 — 19 століть Падуя опинилась на вістрі швидкоплинних змін. 1797 року вояки постреволюційної Франції здобули Падую та згідно з Кампо-формійською мирною угодою місто передали Австрійській імперії. Відповідно до Пресбурзької мирної угоди 1805 року Наполеон Бонапарт приєднав Падую до створеного ним наново Італійського королівства, залежного від Франції. Згідно з 1-ю Паризькою мирною угодою (1814 року, після усунення від влади Наполеона) Падуя знову приєднана до Австрійської імперії. 1848 року в Падуї спалахнуло національно-визвольне повстання, жорстоко придушене вояками-австрійцями. Для покарання Падуйський університет було зачинено до 1850 року. Згідно з Віденською мирною угодою 1866 року Падуя разом з Венецією передані новому національному, державному утворенню — Італійському королівству. Італія нарешті перестала бути конгломератом дрібних, феодальних князівств. Розпочався етап капіталістичного розвитку об'єднаної держави.
Після повернення на батьківщину, перший Чехословацький президент Томаш Гарріг Масарик також відвідав Падую, де він зустрівся з королем Віктором Емануїл III. і 16. у грудні 1918 році він виконав парад Чехословацьких Легіонob в Італії. 
Падую не обійшли події Першої та Другої світових воєн. Але місто встояло. В роки Другої світової війни місто було центром партизанської боротьби з італійськими фашистами, участь в спротиві брали студенти і викладачі місцевого університету. У повоєнний період Падуйський університет отримав від уряду золоту медаль за хоробрість у військових діях.
Падуя залишилась відомим інтелектуальним містом Італії, де розвинуті будівництво та промислове виробництво.

## Демографія
Населення за роками:

Станом на 1 січня 2023 року в муніципалітеті офіційно проживали 33 634 іноземці з 143 країн, серед них 9947 громадян країн Євросоюзу та 829 громадян України.

## Релігія
- Центр Падуанської діоцезії Католицької церкви.

## Прато-делла-Валле
Більшість невеликих італійських міст тісно забудовані і зберігають середньовічну і маловиразну забудову, обмежену старими фортечними мурами. Падуя давно вийшла за межі міських мурів, а центром спілкування зроблено Прато-делла-Валле, або просто Прато. Це один з найбільших майданів серед західноєвропейських міст, перетворений на садок і велетенський газон. Його кордони створюють канал і подвійне коло набережних, рясно прикрашених скульптурами. Це зробило Прато несхожим з жодним великим майданом інших міст, включаючи український Харків, Париж, Мадрид тощо.

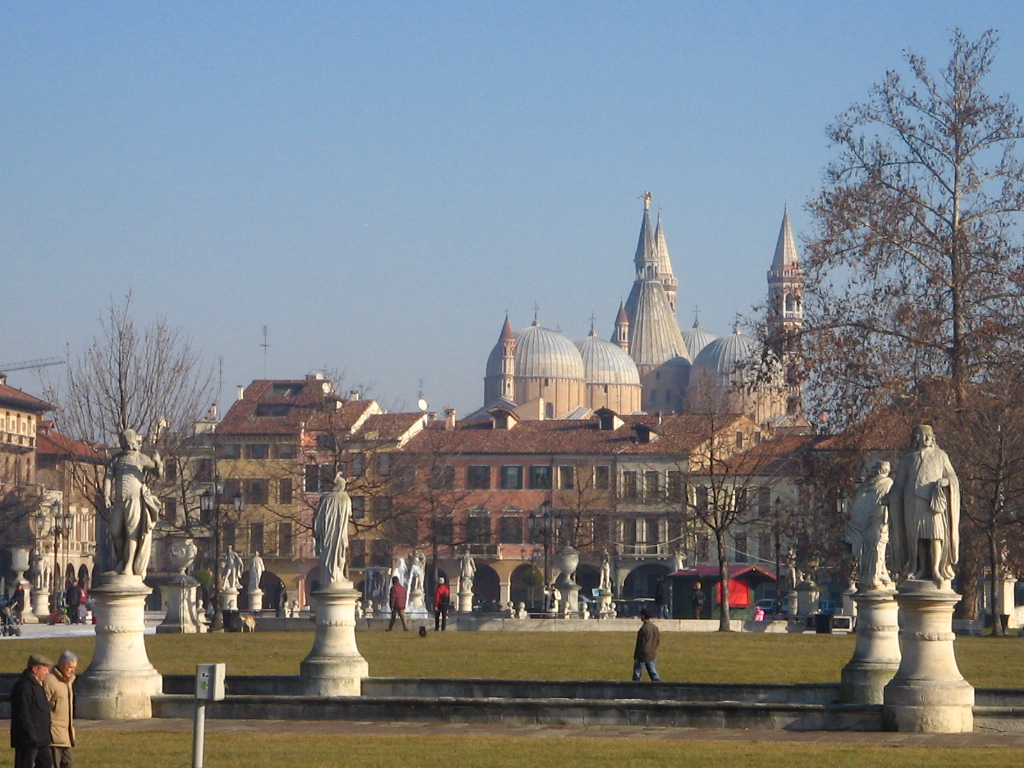
Прато-делла-Валле в бік базиліки Св. Антонія
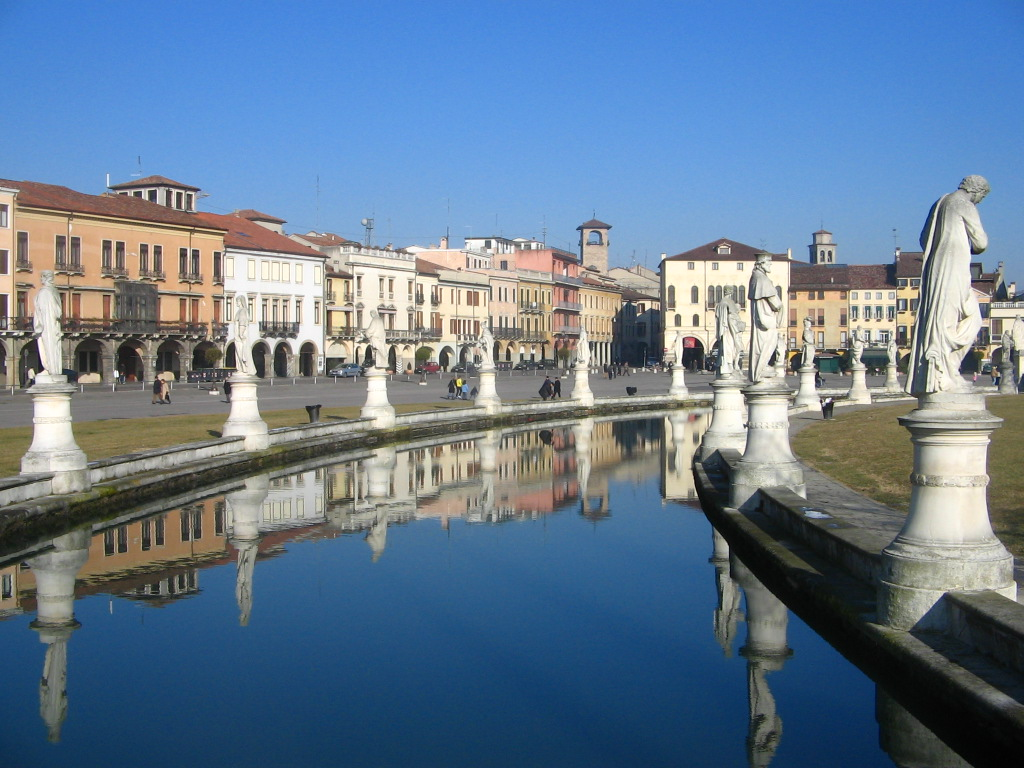
Канал і скульптури навколо Прато-делла-Валле
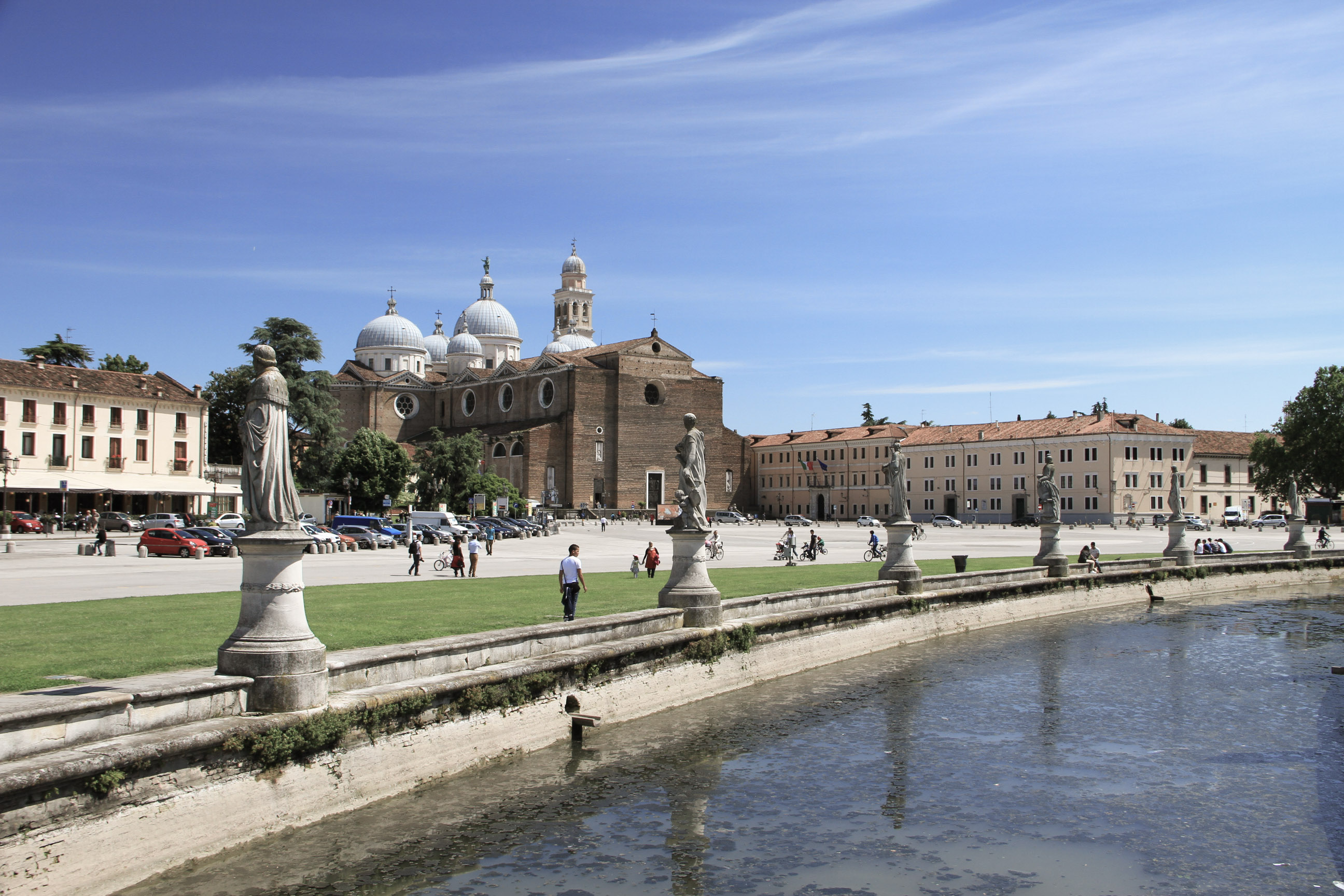
Прато-делла-Валле і базиліка Св. Юстини.

## Музеї міста Падуя
- Археологічний музей (Падуя)
- Палаццо Цабарелла
- Палаццо Цуккерман
- Музей Цивіко
- Музей історії фізики
- Зоологічний музей
- Ботанічний музей
- Музей палеонтолігії, гірництва
- Міст Сан Лоренцо (Ponte di san Lorenzo)
- Археологічний музей (Падуя) (Museo di Scienze Archeologiche e d'Arte)
- Музей історії медицини та шпиталь ді Сан Франческо Гранде
- Музей мистецтв
- Музей докінематографічного періоду та інші.

## Театри міста
- Театр Верді
- Малий театр (Театро пікколо)
- Театр Маддалене
- Театр Дон Боско
- Театр Антоніанум
- Театр Ai Colli та інші.

## Промисловість
- Pataviumart, виробник освітлювальних приладів, меблів та елементів декору інтер'єру; заснована у 1959 році.

## Транспорт
- Трамвай у Падуї

## Особи, пов'язані з містом
- Джотто ді Бондоне (бл.1267-1337) — уславлений італ. художник, що розпочав реформи італійського живопису. Створив цикл фресок в Каплиці на Арені (Каплиця Скровеньї).
- Бартоломео Беллано (1438—1497), скульптор і медальєр доби кватроченто, помічник Донателло.
- Алессандро Варотарі (1588—1649) — іт. художник доби бароко
- П'єтро Лібері (1614—1687) — іт. художник доби бароко, надворний художник імператора Австрії Леопольда І.
- Падованіно (1590—1648) — іт. художник.
- Андреас Везалій (1514—1642) — іт. науковець, анатом і хірург, професор Падуанського університету, надвірний лікар імператора Карла V.
- Галілео Галілей (1564—1564) — іт. науковець, професор Падуанського університету.
- Джакомо Казанова (1725—1798) — іт. авантюрист, письменник, в 1738—1742 роках навчався в Падуанському університеті.
- Джованні Баттіста Бельцоні (1778—1823) — іт. авантюрист, інженер, циркач, мандрівник по Єгипту і країнам арабського Близького Сходу.
- Джованни Кавіні (1500—1570) — іт. авантюрист, фальшивомонетник, що спеціалізувався на підробках монет Староданьої Греції та Риму
- Миколай Коперник — студент місцевого університету
- Омеро Тоньйон (*1924 — †1990) — колишній італійський футболіст, згодом — футбольний тренер.
- Джино Каппелло (*1920 — †1990) — колишній італійський футболіст.
- Маріо Пераццоло (*1911 — †2001) — колишній італійський футболіст, згодом — футбольний тренер.
- Франческо Тольдо (*1971) — колишній італійський футболіст, згодом — футбольний тренер.
- Гвідо Альберто Фано (1875—1961) — італійський композитор
- Антоніо Бузіні (*1904 — †1975) — відомий у минулому італійський футболіст, півзахисник, згодом — футбольний тренер.

## Уродженці
- Беніто Сарті (*1936 — †2020) — італійський футболіст, захисник.

- Антонія Арслан (* 1938) — італійська письменниця та академік вірменського походження.
- Бруно Ніколе (*1940) — відомий у минулому італійський футболіст, фланговий півзахисник.
- Йоганн фон Паллавічіні (1848—1941) — австро-угорський дипломат, маркіз.

## Сусідні муніципалітети
- Абано-Терме
- Альбіньязего
- Кадонеге
- Леньяро
- Лімена
- Новента-Падована
- Понте-Сан-Ніколо
- Рубано
- Саонара
- Сельваццано-Дентро
- Вігодарцере
- Вігоново
- Вігонца
- Віллафранка-Падована

## Галерея зображень

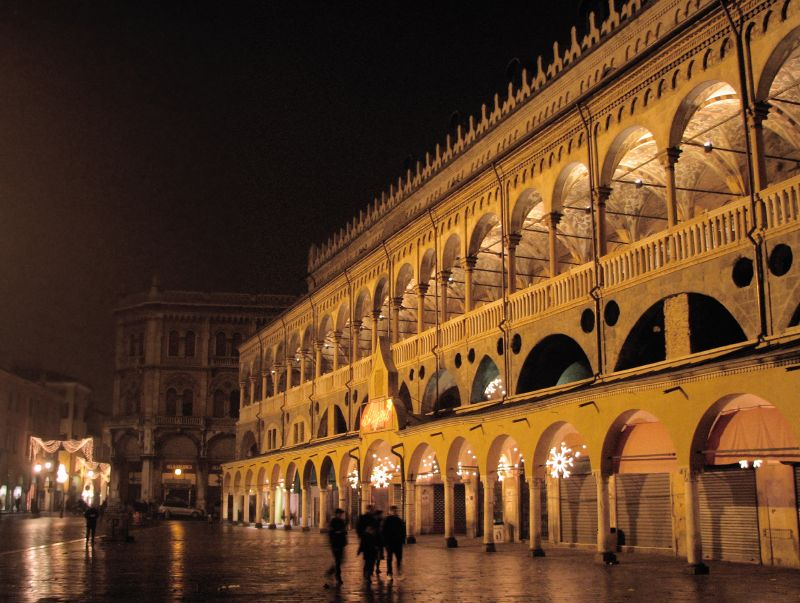
Площа Ербе
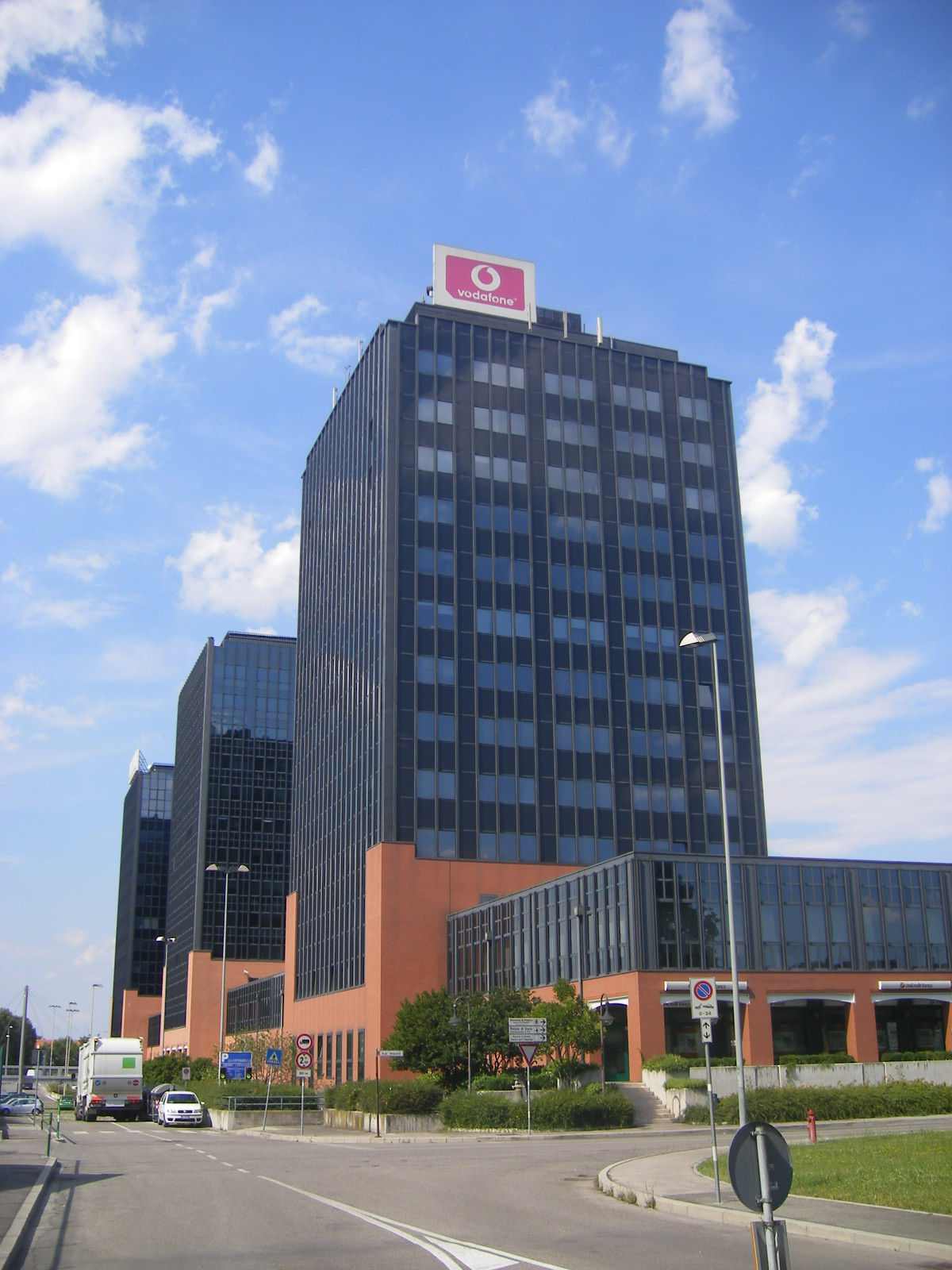
Новітня забудова «Ла Цитаделла»
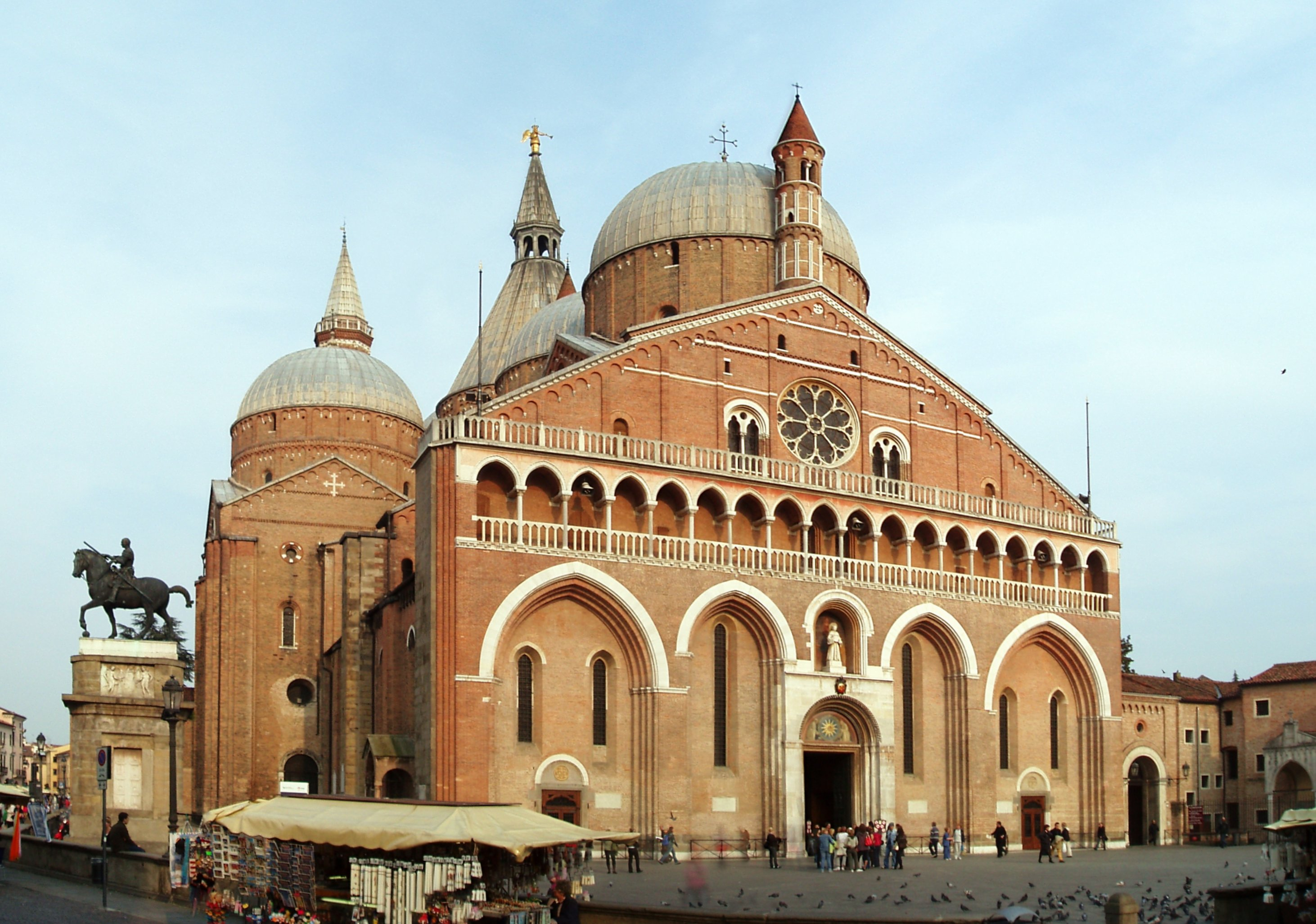
Базиліка святого Антонія Падуанського
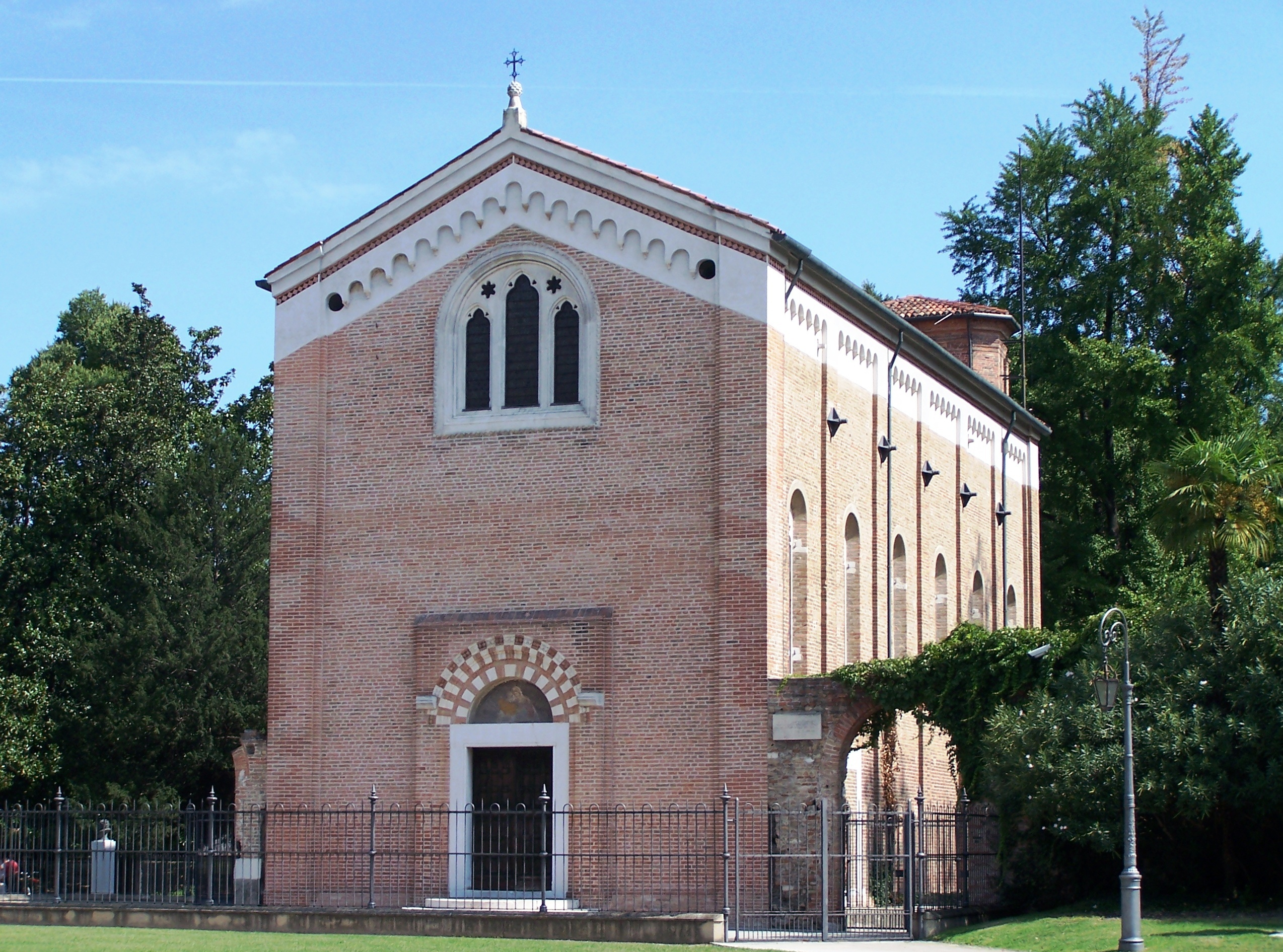
Каплиця Скровеньї з фресками Джотто. Головний фасад.
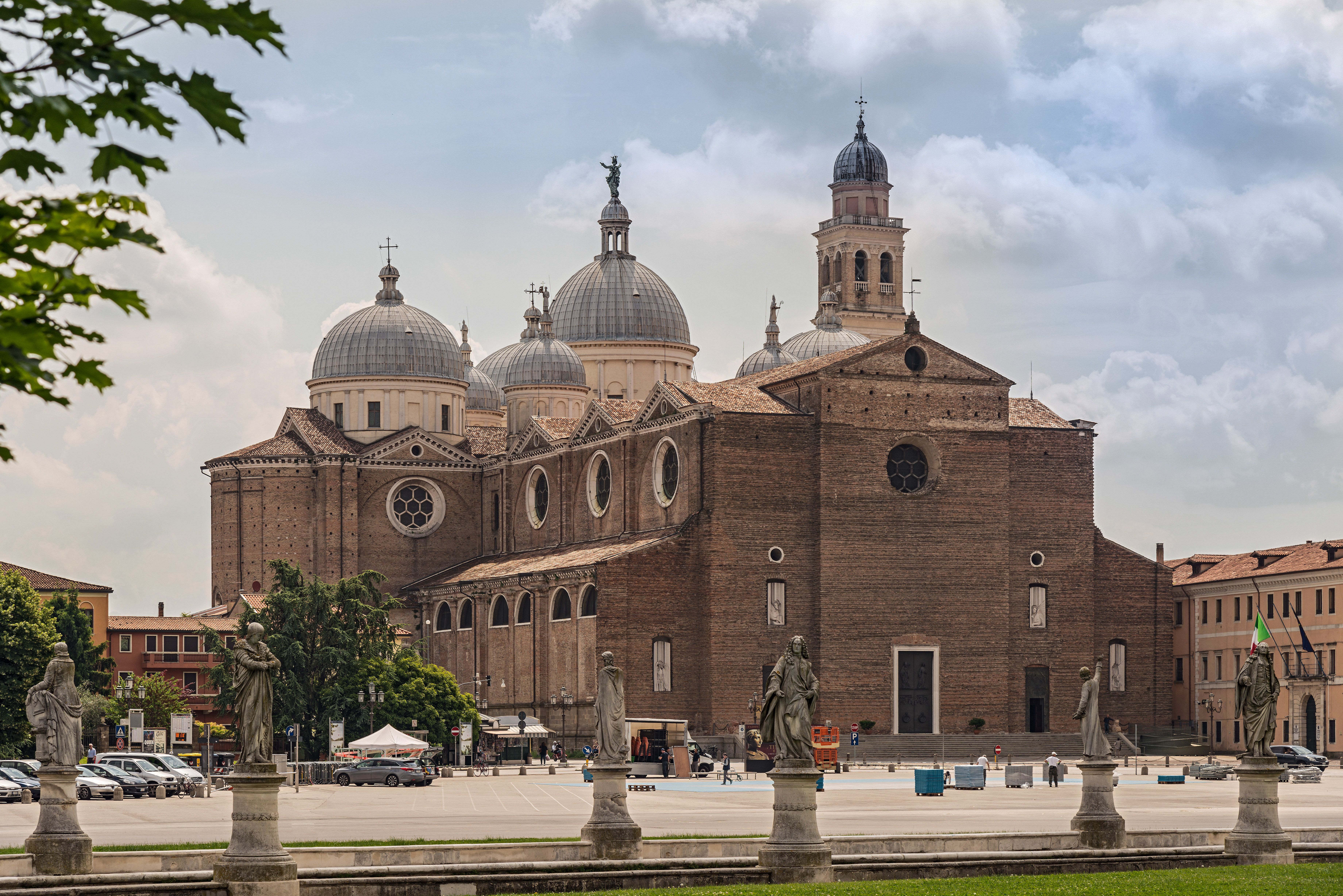
Церква Св. Юстини
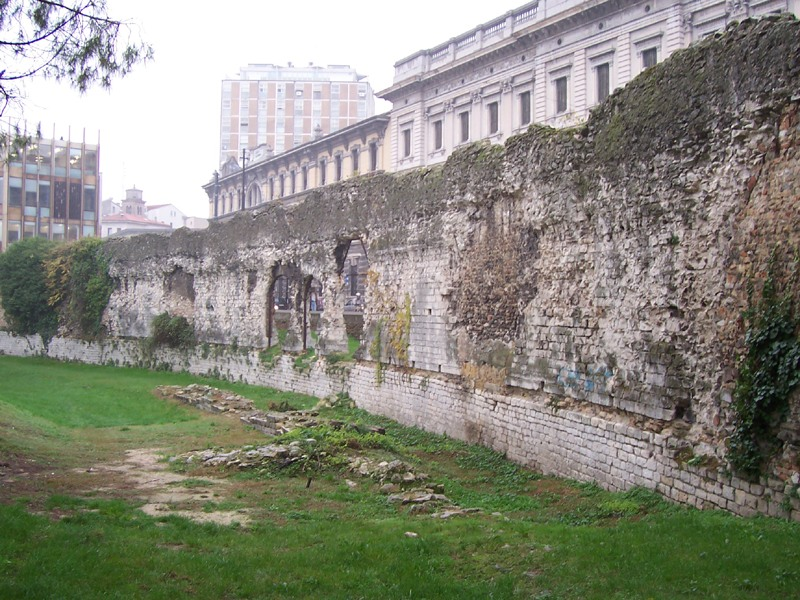
Арена Падуї
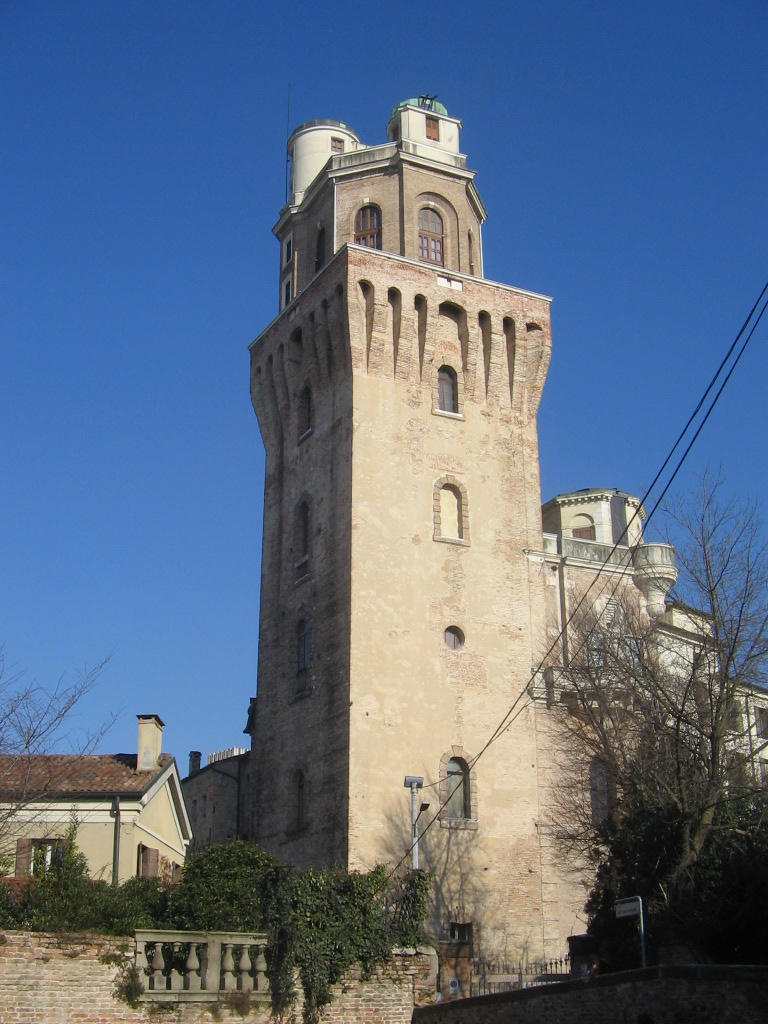
Вежа Спекола
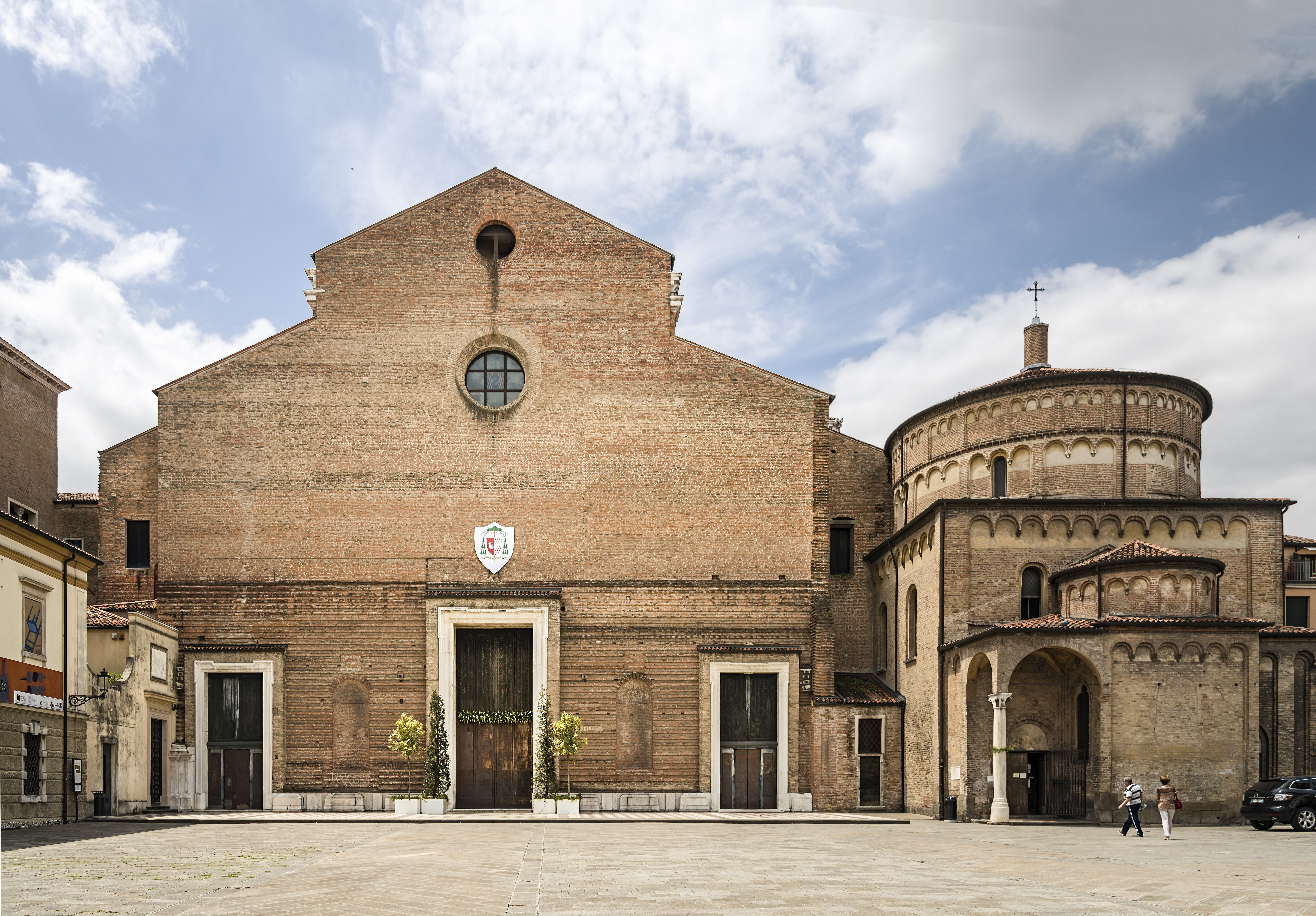
Катедральний собор та цегляний баптистерій.